# 圆概率误差
圓形公算誤差（英文：Circular error probable,CEP），是彈道學中的一種測量武器系統精確度的項目。其定義是以目標為圓心劃一個圓圈。如果武器命中此圓圈的機率最少有一半，則此圓圈的半徑就是圓形公算誤差。舉例來說，美軍三叉戟二型飛彈的圓形公算誤差是90公尺，則一枚此型飛彈有50%的機率會落在目標90公尺以內。
一般來說，如果圓形公算誤差是n米，50%的子彈會落在n米半徑內，43%的子彈會落在n米外2n米半徑內而7%的子彈會落在2n米外3n米內。0.2%以下的子彈會落在3n米以外。在有導引武器的情況，分佈則更加接近中心點。